# Kielbogen

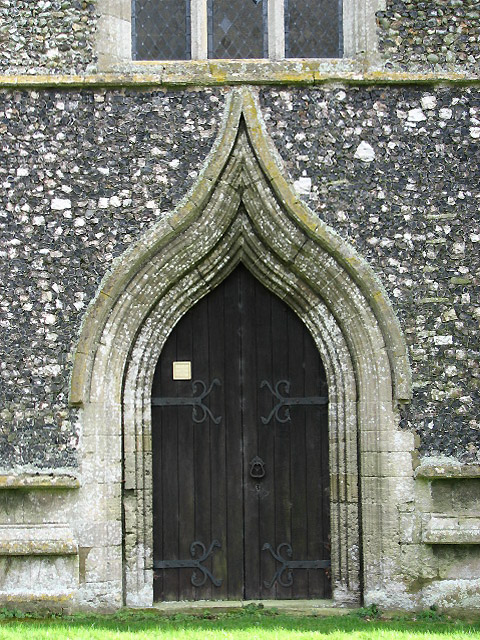
Kielbogenportal von St Nicholas Church in Ashill, Norfolk (14. Jahrhundert)

Ein Kielbogen (auch Eselsrücken, geschweifter Spitzbogen, Karniesbogen, Sattelbogen, Schottischer Bogen oder Akkolade) bezeichnet in der Architektur einen Spitzbogen mit geschweiften Schenkeln, die im unteren Teil konkav, im oberen Teil konvex geschwungen sind.

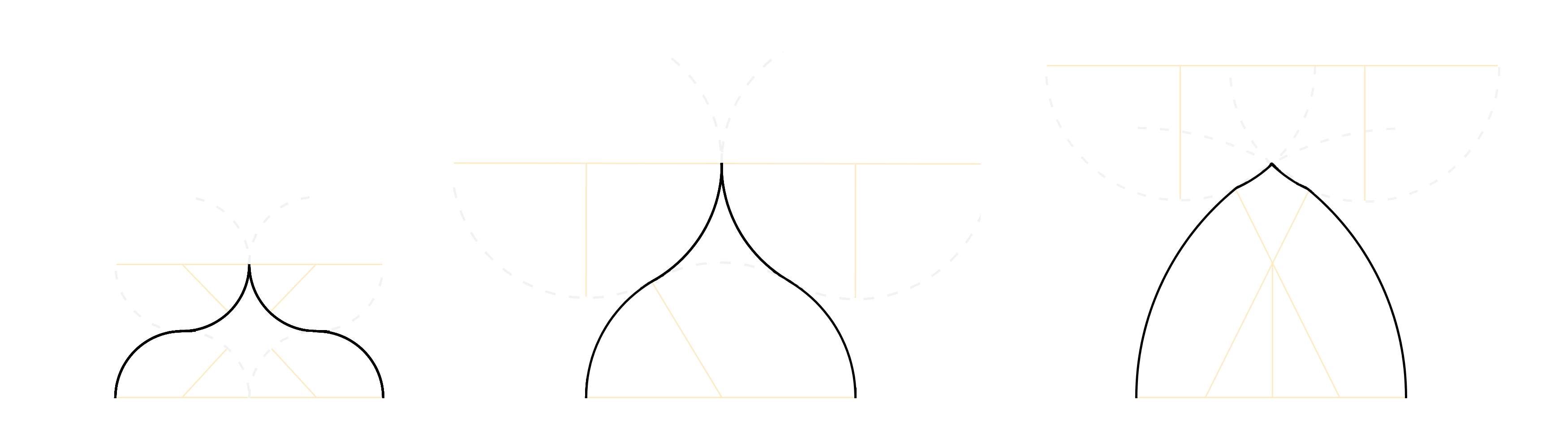
(v. l. n. r.) flacher oder gedrückter Kielbogen, normaler Kielbogen, „Eselsrücken“

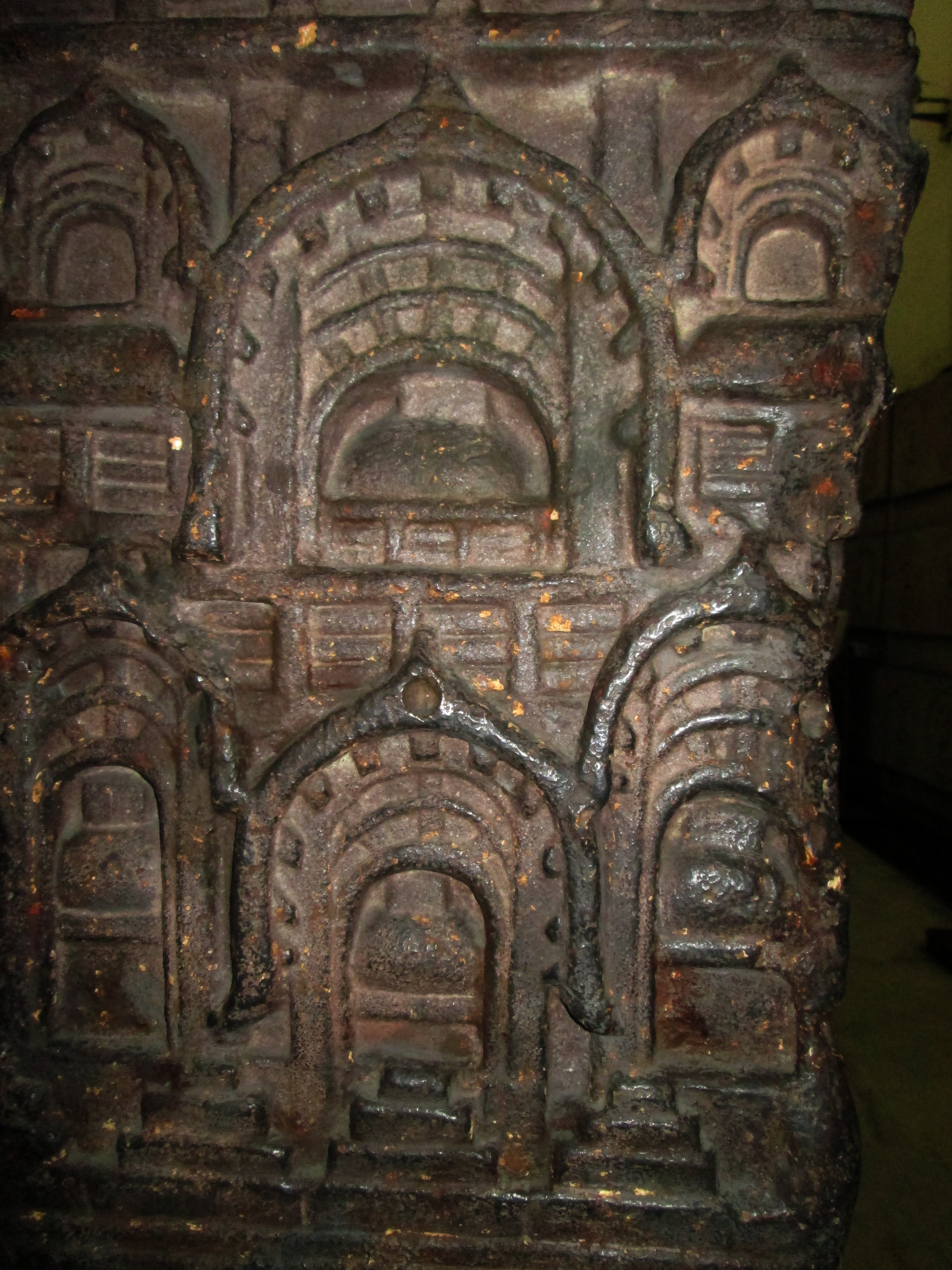
Chaitya-Blendfensterdekor am vedika-Zaun des Stupa von Bharhut (2./1. Jh. v. Chr.)

## Bezeichnungen
Ältere Baufachbücher kennen die Bezeichnungen Kielbogen und Eselsrücken nicht. Den Eselsrücken benennt erst im 18. Jahrhundert Christian Ludwig Stieglitz in seiner Encyklopädie der bürgerlichen Baukunst und erklärt diesen Namen aus der Ähnlichkeit zwischen der Bogenform und dem Rücken des Esels. Die Bezeichnung Kielbogen scheint sogar erst aus dem 19. Jahrhundert zu stammen und nimmt Bezug auf die Form eines auf den Kopf gestellten Schiffskiels.
Die eindeutige begriffliche Unterscheidung des Kielbogens bzw. Eselsrückens von anderen ihnen verwandten Bogenformen (Tudorbogen, Korbbogen usw.) wird dadurch erschwert, dass die Konstruktionsverfahren, die allein die exakte Unterscheidung treffen lassen, nicht immer klar erkennbar sind. Außerdem finden sich öfters Bogenformen, die konstruierten Kielbögen formal nachgebildet sind, ohne nach deren Konstruktionsverfahren geschaffen zu sein.

## Geometrische Konstruktion
Plastisch gestaltete Kielbögen haben meist einen inneren und einen äußeren Bogen; diese können einheitlich gestaltet sein, doch in vielen Fällen ist der innere (untere) Bogen ein Rund- oder Spitzbogen, wohingegen der äußere (obere) Bogen als „Eselsrücken“ ausgebildet ist. Insgesamt ist eine Vielzahl von Variationsmöglichkeiten zu beobachten.
Die Mittelpunkte der zwei unteren Kreisbögen liegen innerhalb, die der oberen Kreisbögen außerhalb des Bogenfeldes. Wenn beide unteren Kreismittelpunkte in einem Punkt zusammenfallen, entsteht eine geläufige Form des Kielbogens, liegen sie auseinander, erhält der Bogen eine gedrücktere Form. 

## Geschichte

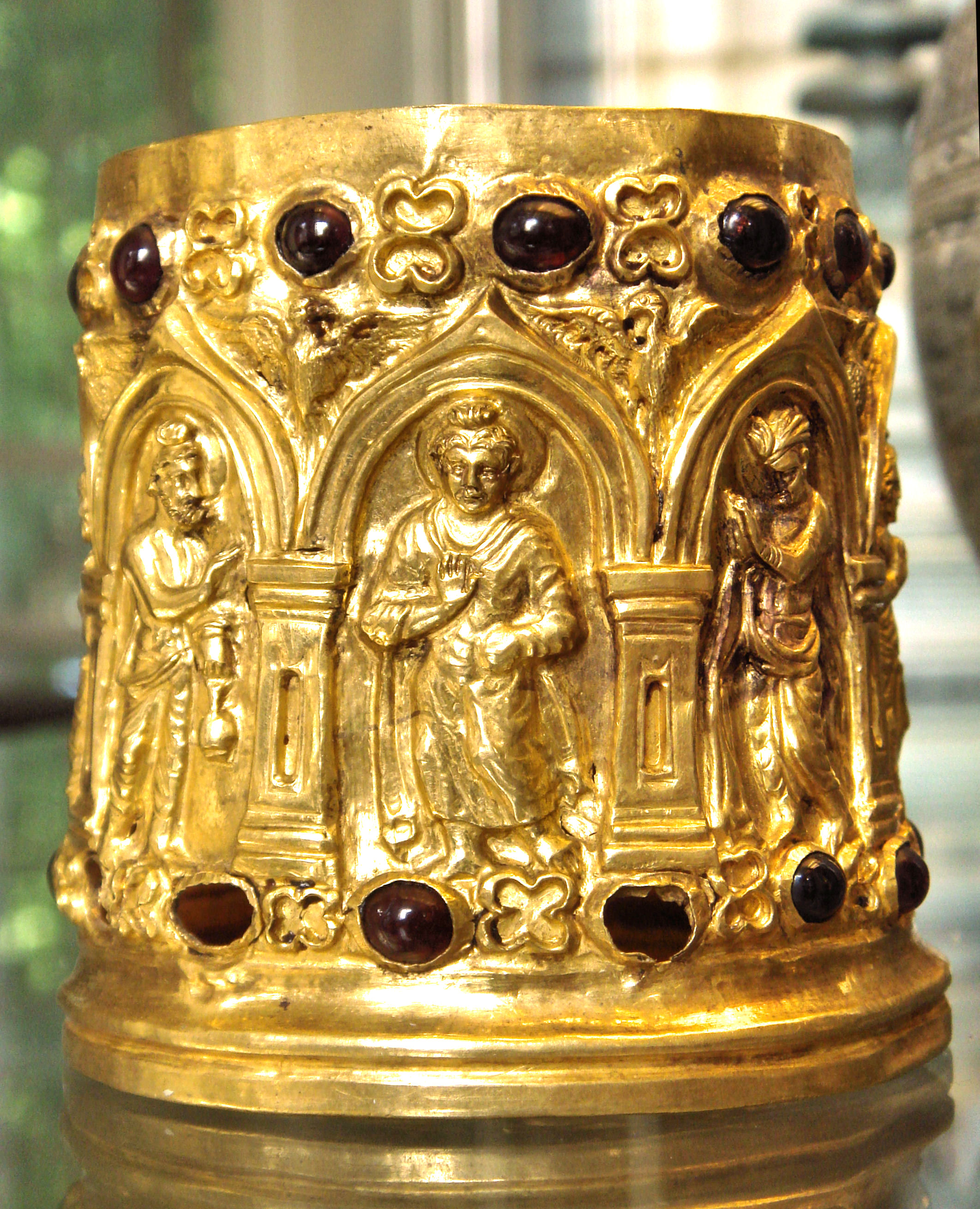
Bimaran-Reliquiar, Afghanistan
ca. 30 v. Chr. oder 1. Jh. n. Chr.

### Ursprung
Der Kielbogen scheint seinen Ursprung in Indien zu haben, wo bereits seit dem 3. Jahrhundert v. Chr. Eingänge zu den buddhistischen Höhlenklöstern in dieser Weise überhöht wurden. Die Hintergründe einer solchen Gestaltungsform sind unklar, doch sind Ähnlichkeiten zu den in ähnlicher Weise angespitzten Blättern des Bodhi-Baums oder zu einer in Indien verbreiteten Gebetshaltung mit erhobenen und über dem Kopf zusammengepressten Händen augenfällig; es könnte sich jedoch auch um eine rein architektur-ästhetisch zu verstehende Mittenbetonung oder -überhöhung handeln. In späterer Zeit wurden derartige Eingangsgestaltungen jedenfalls zu Fenstern (kudus) umfunktioniert und noch später entwickelten sich daraus blinde Dekorelemente (chandrasalas), die häufig zu größeren Zierpaneelen (udgamas) kombiniert wurden.

### Entwicklung
In der islamischen Baukunst kamen Kielbögen erst in der Zeit um 1100 in Gebrauch. In der persischen und ägyptischen Architektur erlebten sie erste Höhepunkte, doch tauchen sie vereinzelt im 12. Jahrhundert auch im Maghreb und in Andalusien auf.
In Mittel- und Nordeuropa kamen Kielbögen – von wenigen Ausnahmen in Buchmalereien abgesehen – erst ab dem 13./14. Jahrhundert in der Spätgotik in Gebrauch – als früheste Beispiele gelten gemeinhin einige der Eleanor-Kreuze in England. Kielbögen finden sich besonders häufig als oberer Abschluss eines Portal- oder Fensterrahmens, entweder als entsprechend geformte Archivolten, Fensterstürze oder Ziergiebel in Form von Verdachungen oder Bekrönungen. Entsprechend werden diese Bauelemente als „Kielbogenfenster“ bzw. „Kielbogenportale“ bezeichnet.

## Beispiele

Indien
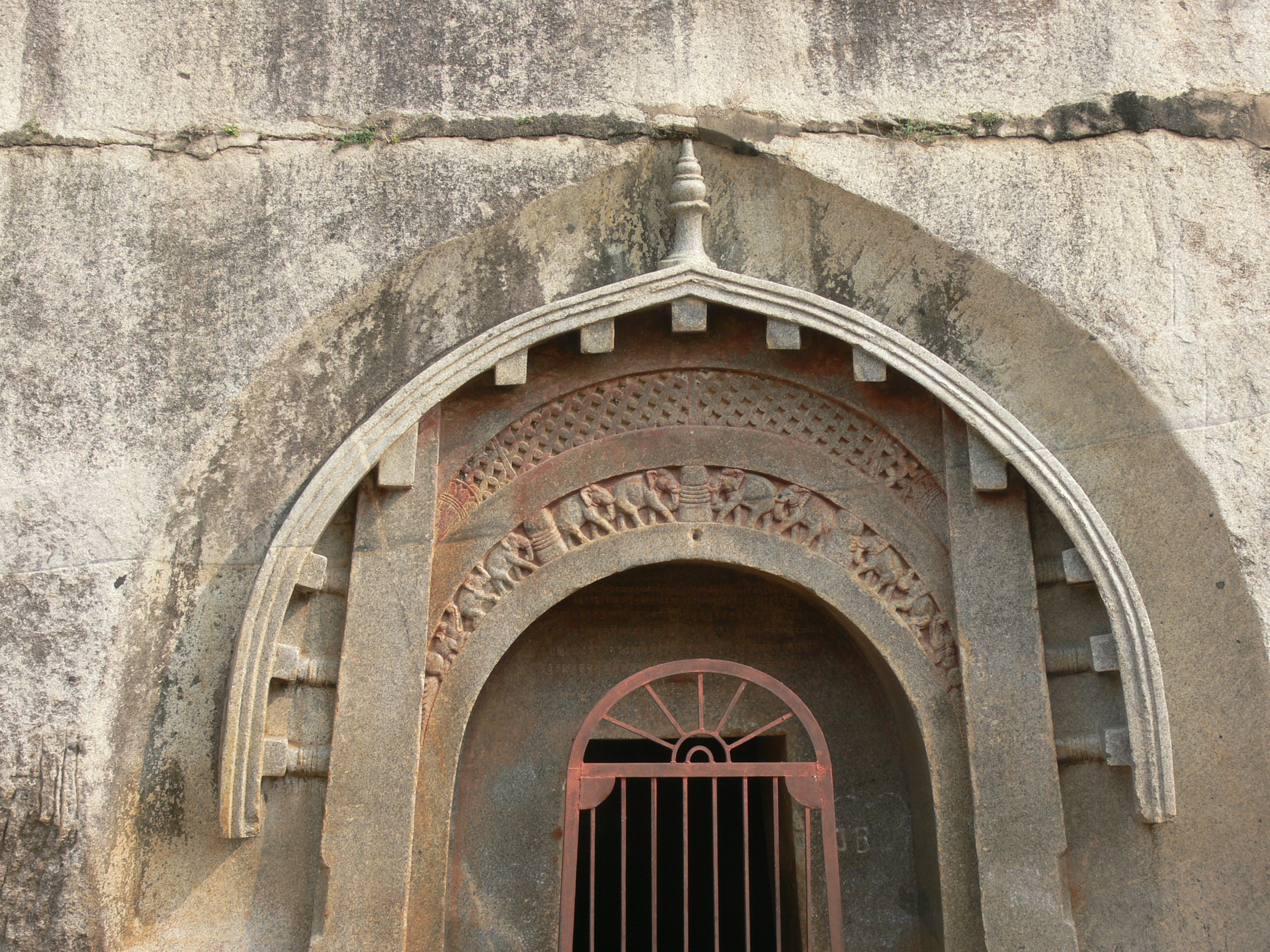
Barabar-Höhlen (Lomas Rishi Cave), 3. Jh. v. Chr.
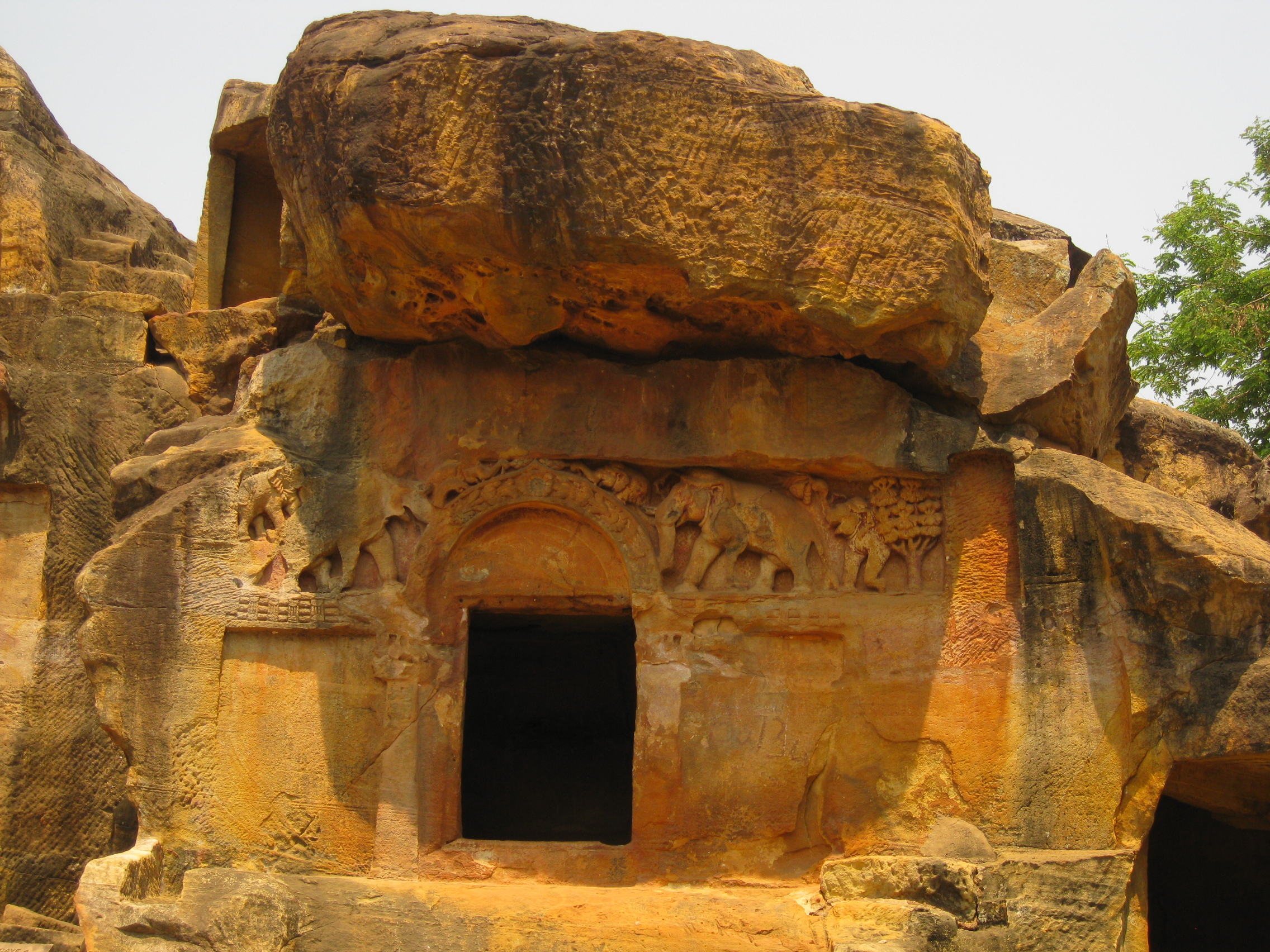
Udayagiri-und-Khandagiri-Höhlen, ca. 2. Jh. v. Chr.
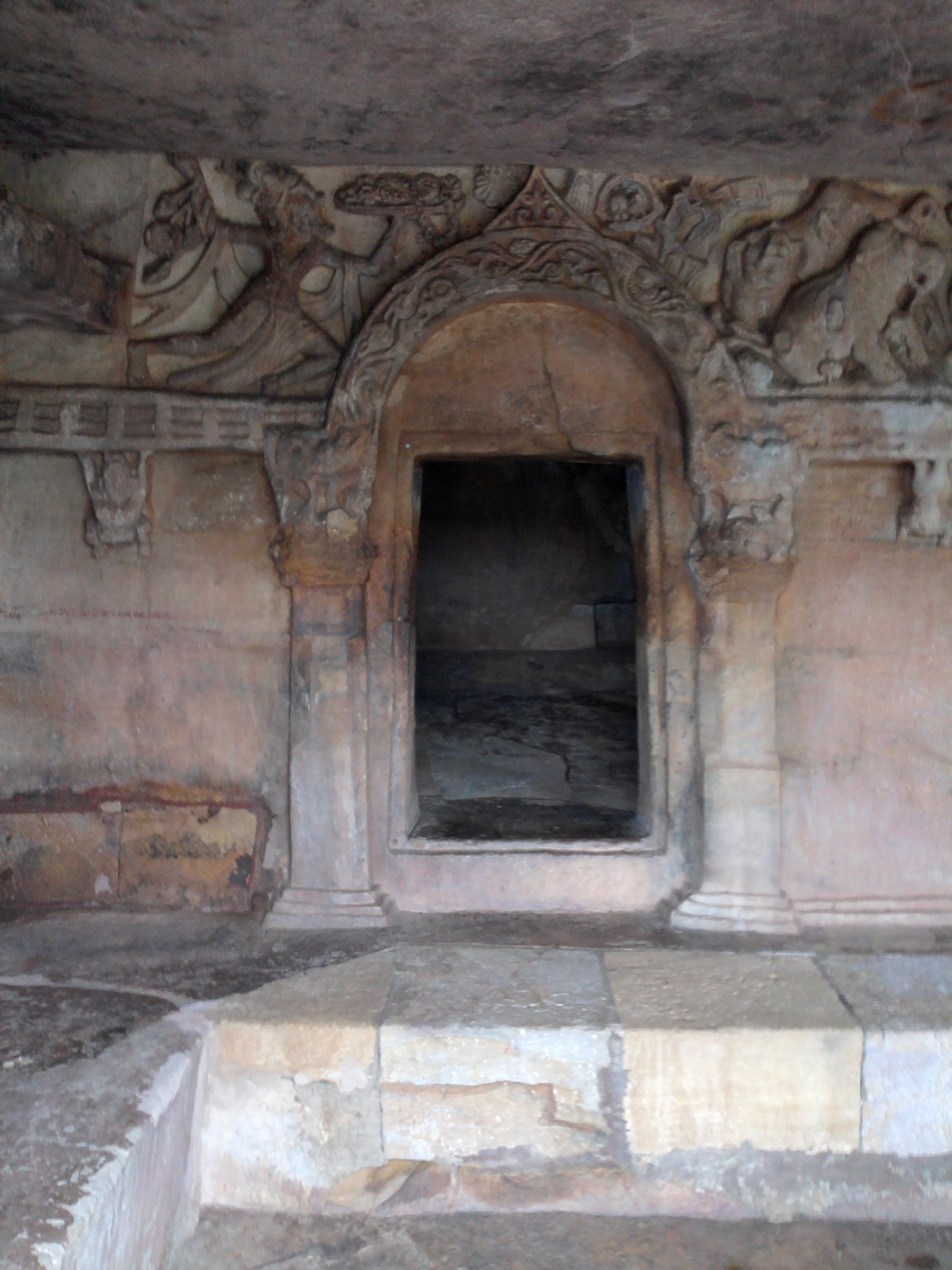
Udayagiri-und-Khandagiri-Höhlen (Ranigumpha)
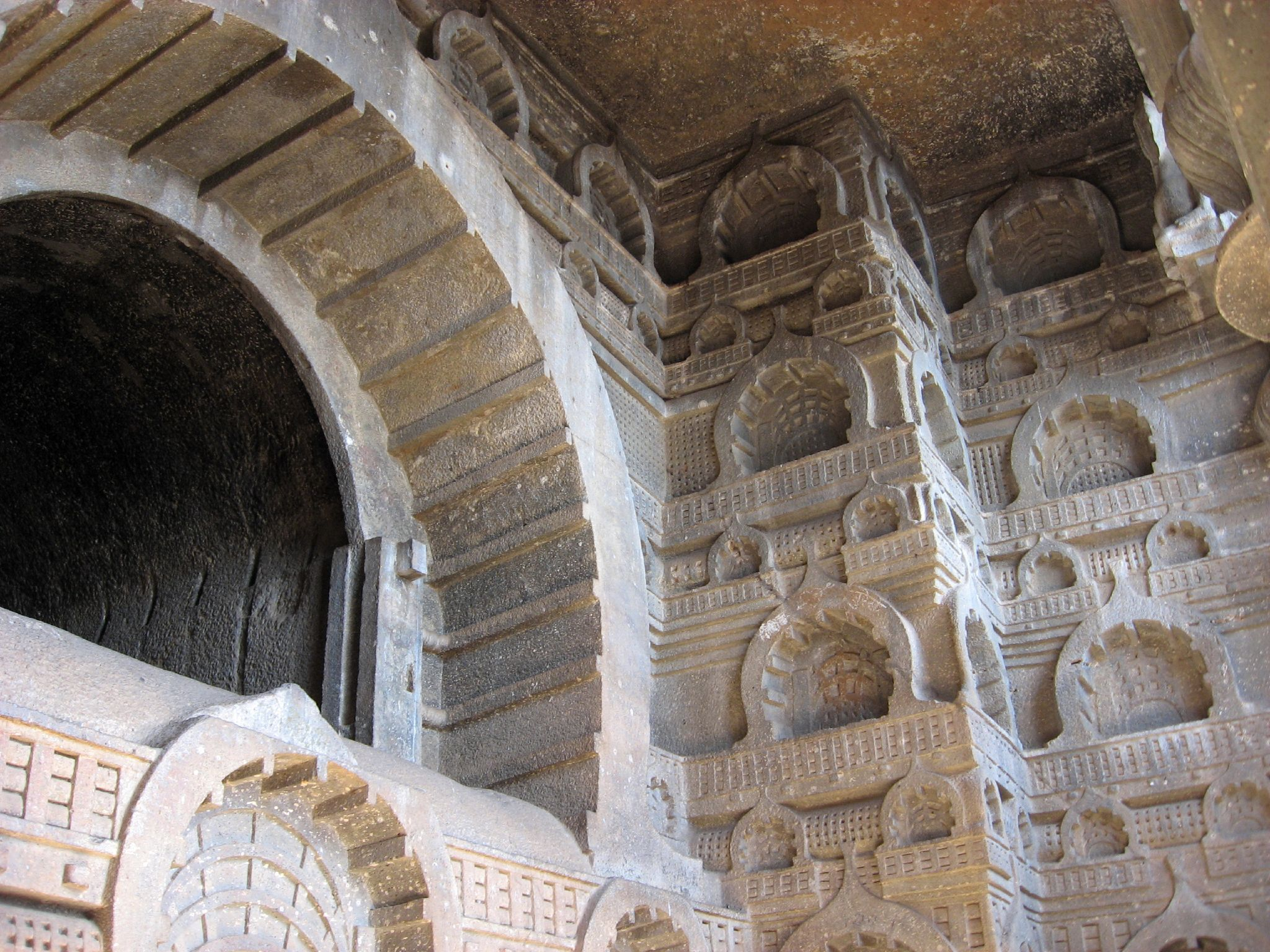
Vorhalle der Bedsa-Höhle, 1. oder 2. Jh. n. Chr.
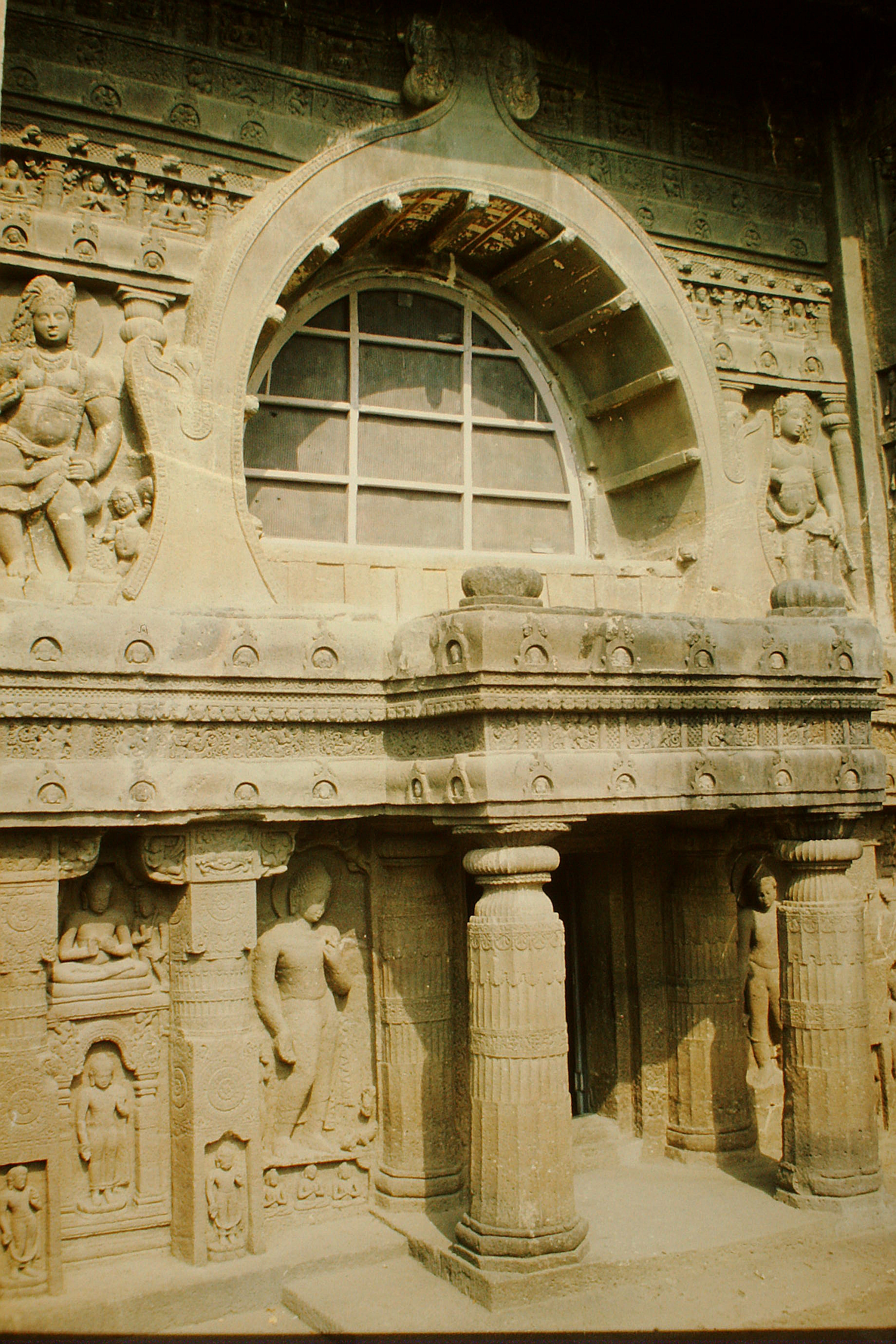
Ajanta (Höhle 36), ca. 4. Jh.
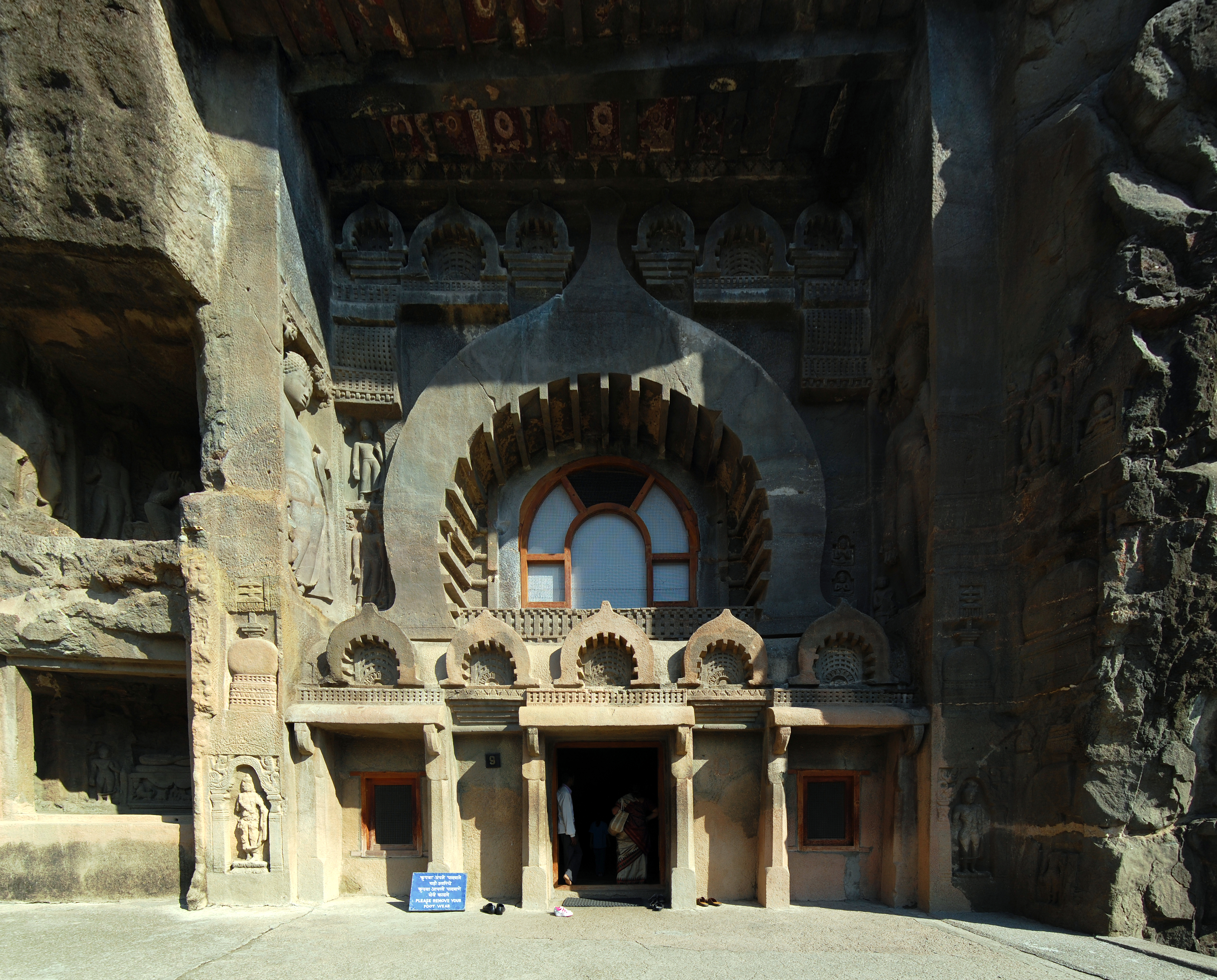
Ajanta (Höhle 9)

Islam
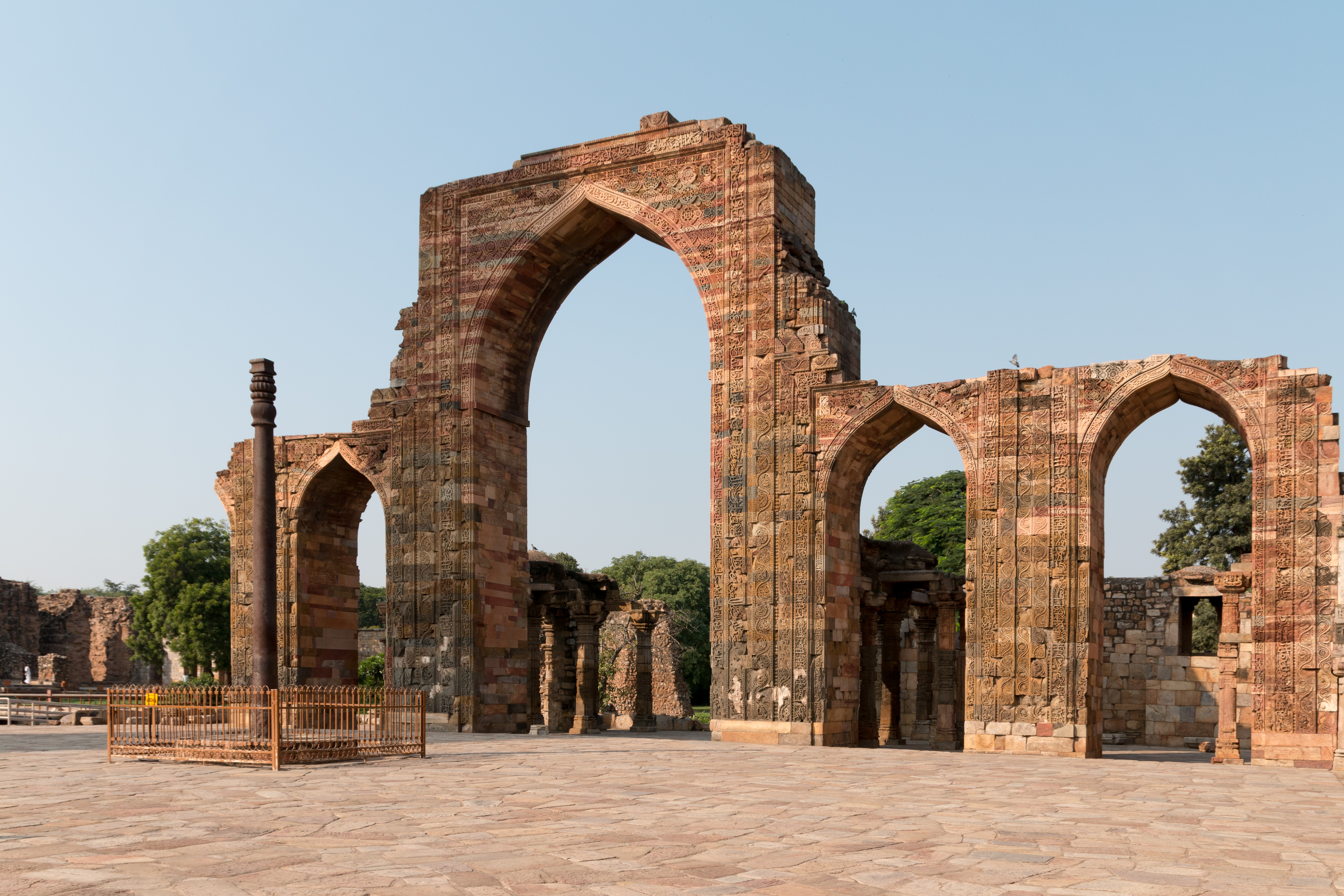
Quwwat-ul-Islam-Moschee, Delhi, Indien (um 1225)
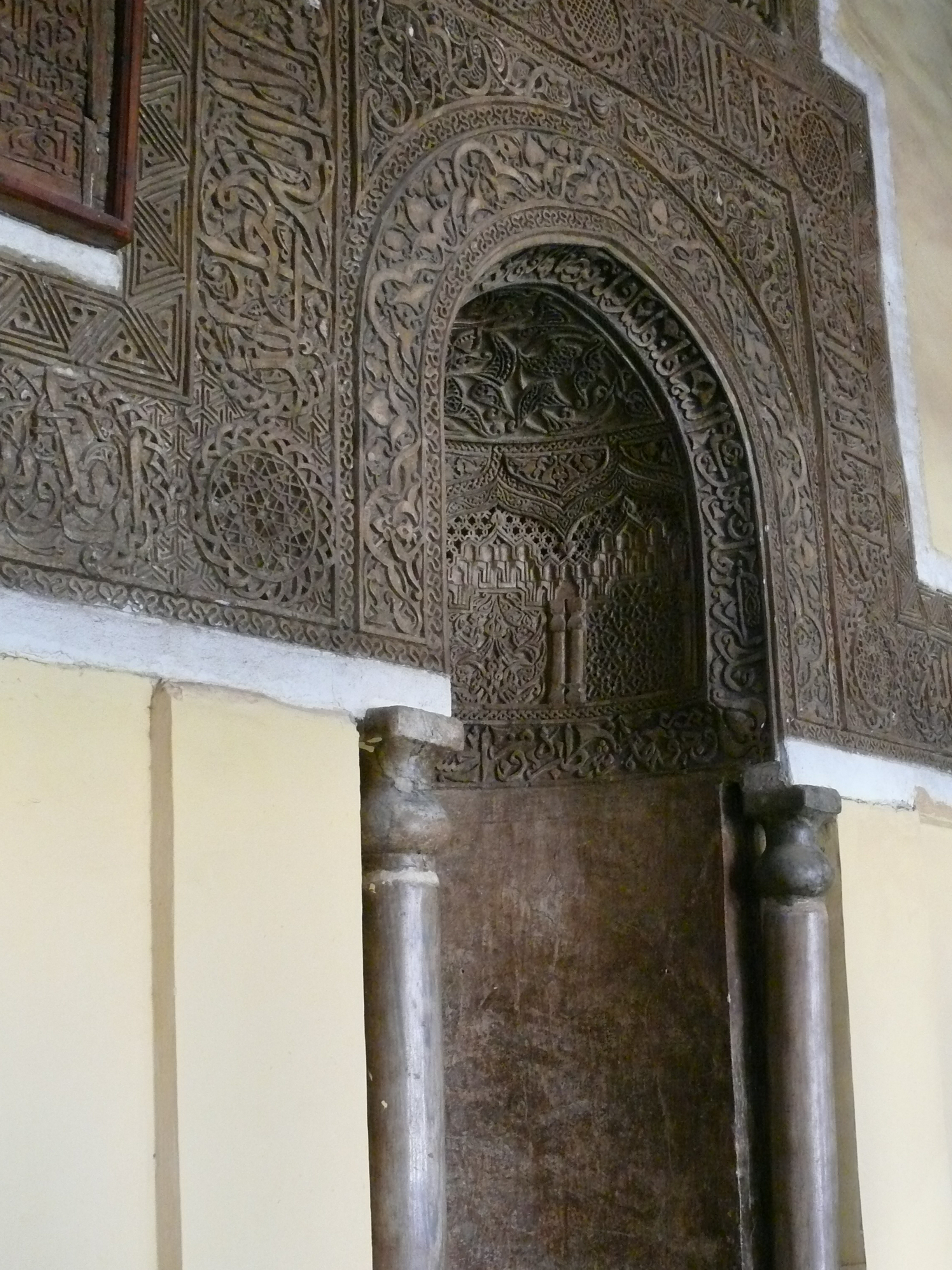
Mihrab der Moschee von Qus, Ägypten (um 1250)
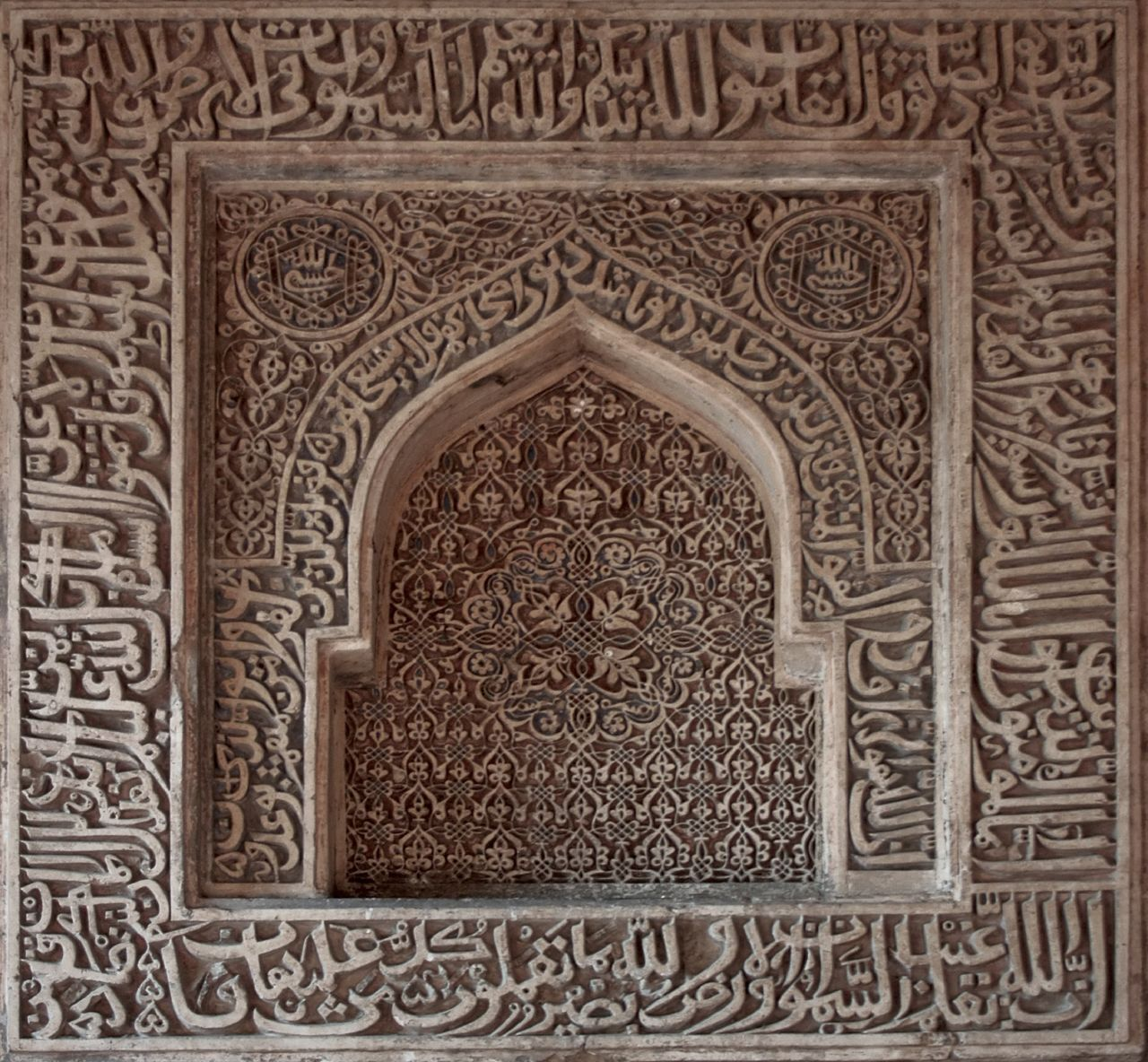
Wandnische mit Koransprüchen, Lodi-Gärten, Delhi, Indien (15. Jh.)
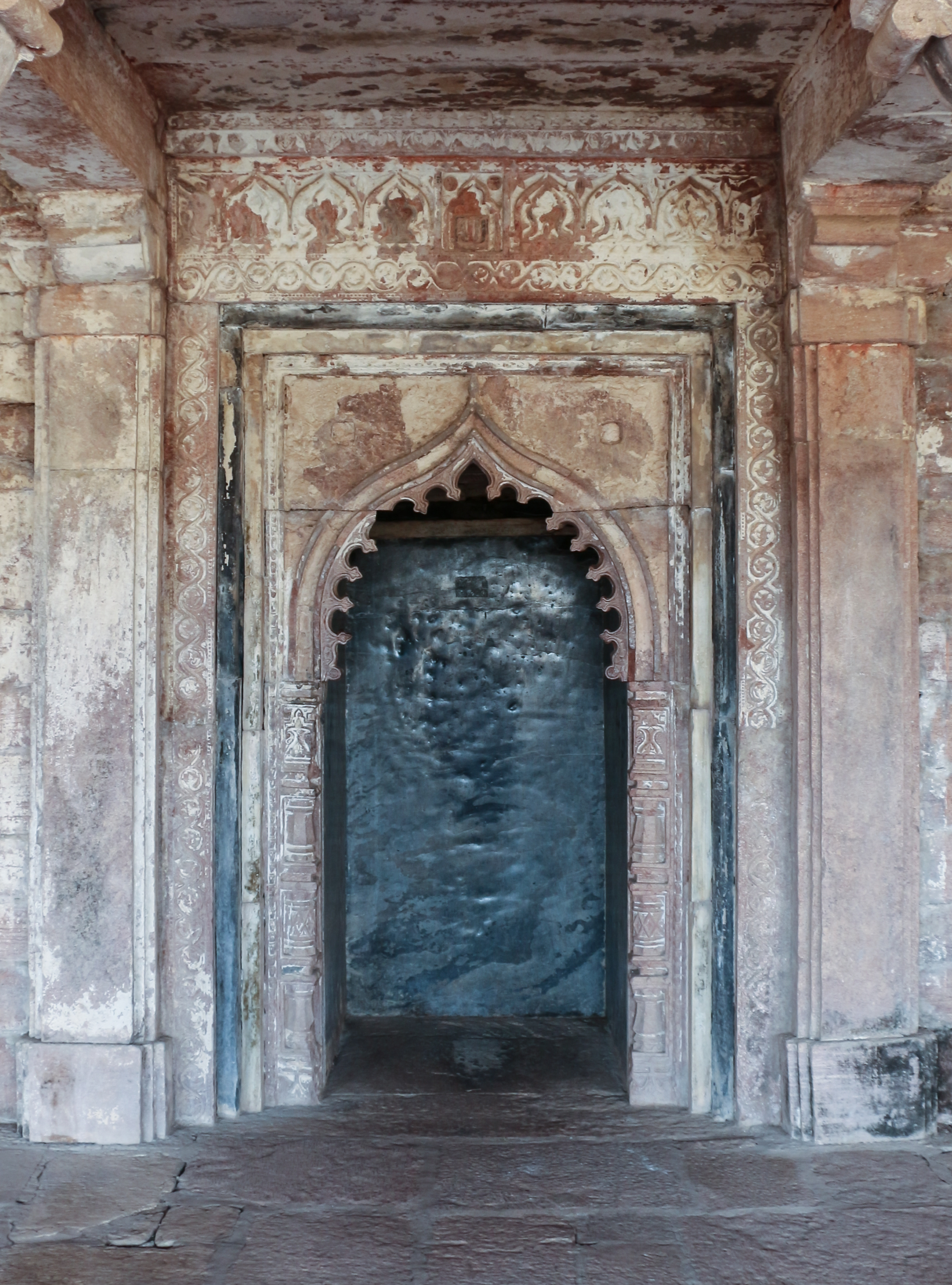
Mihrab der Dilawar-Khan-Moschee, Mandu, Indien (15. Jh.)
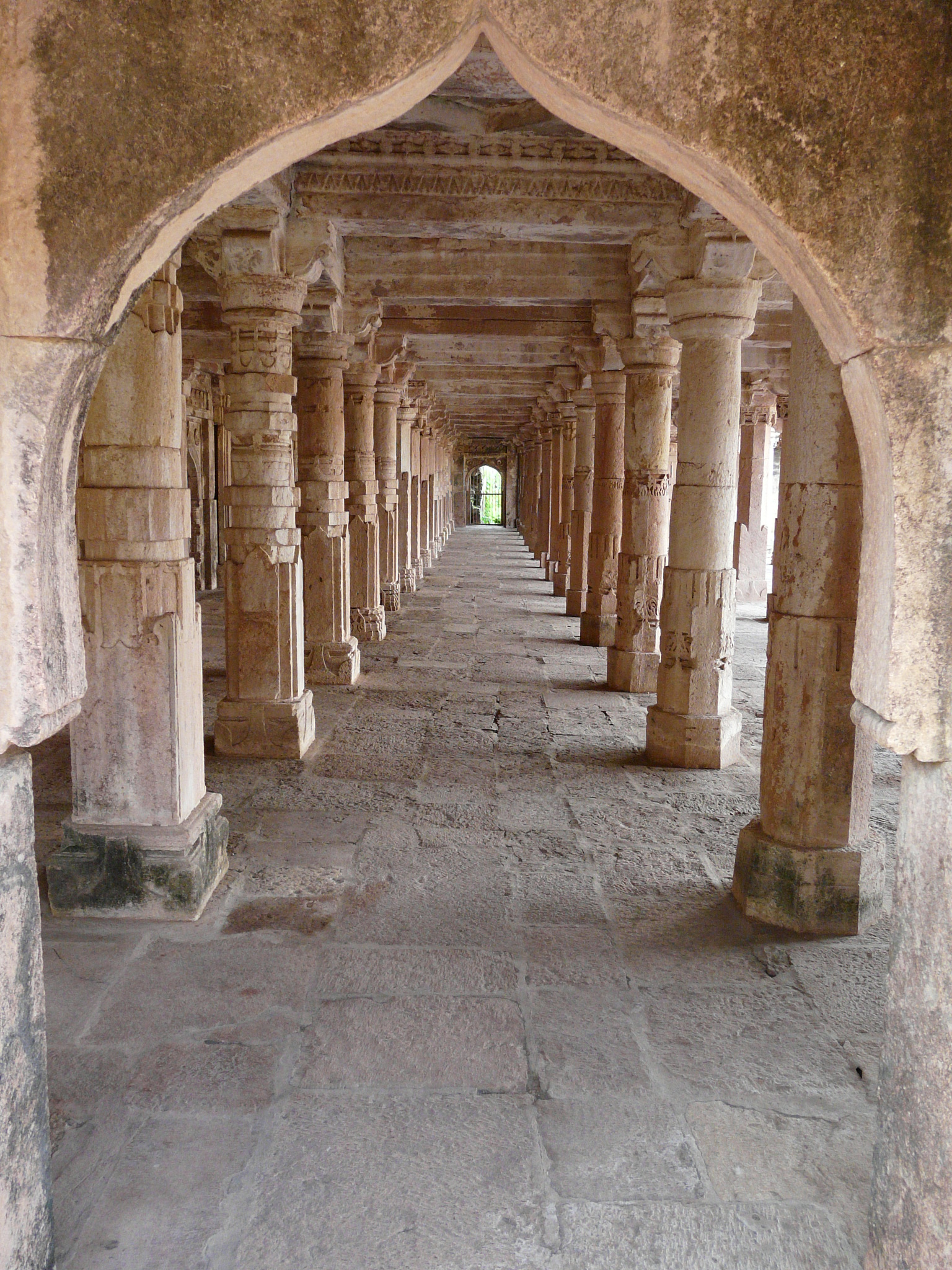
Bogen in der Dilawar-Khan-Moschee, Mandu, Indien (15. Jh.)
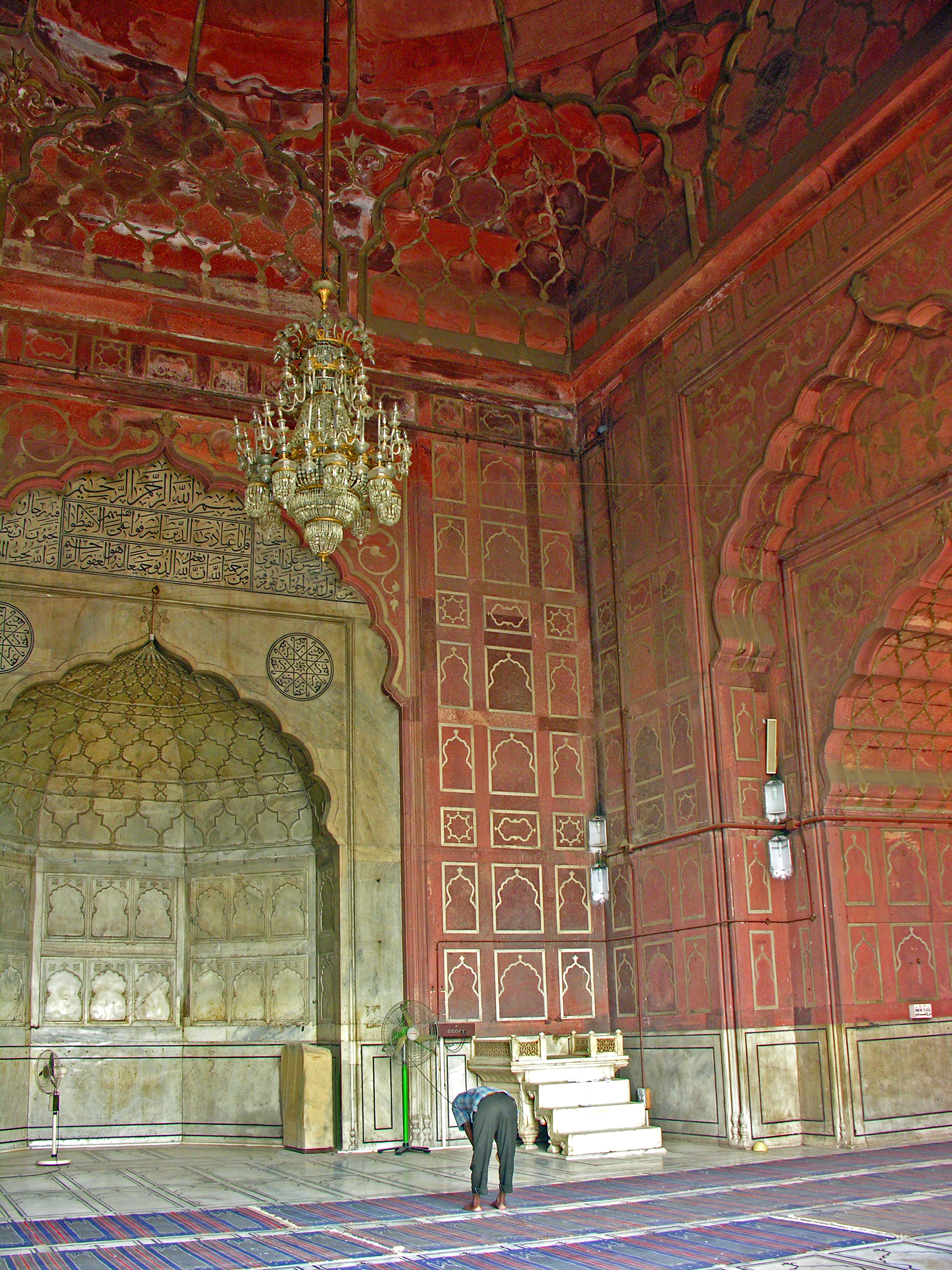
Jama Masjid, Delhi, Indien (um 1650)

Europa
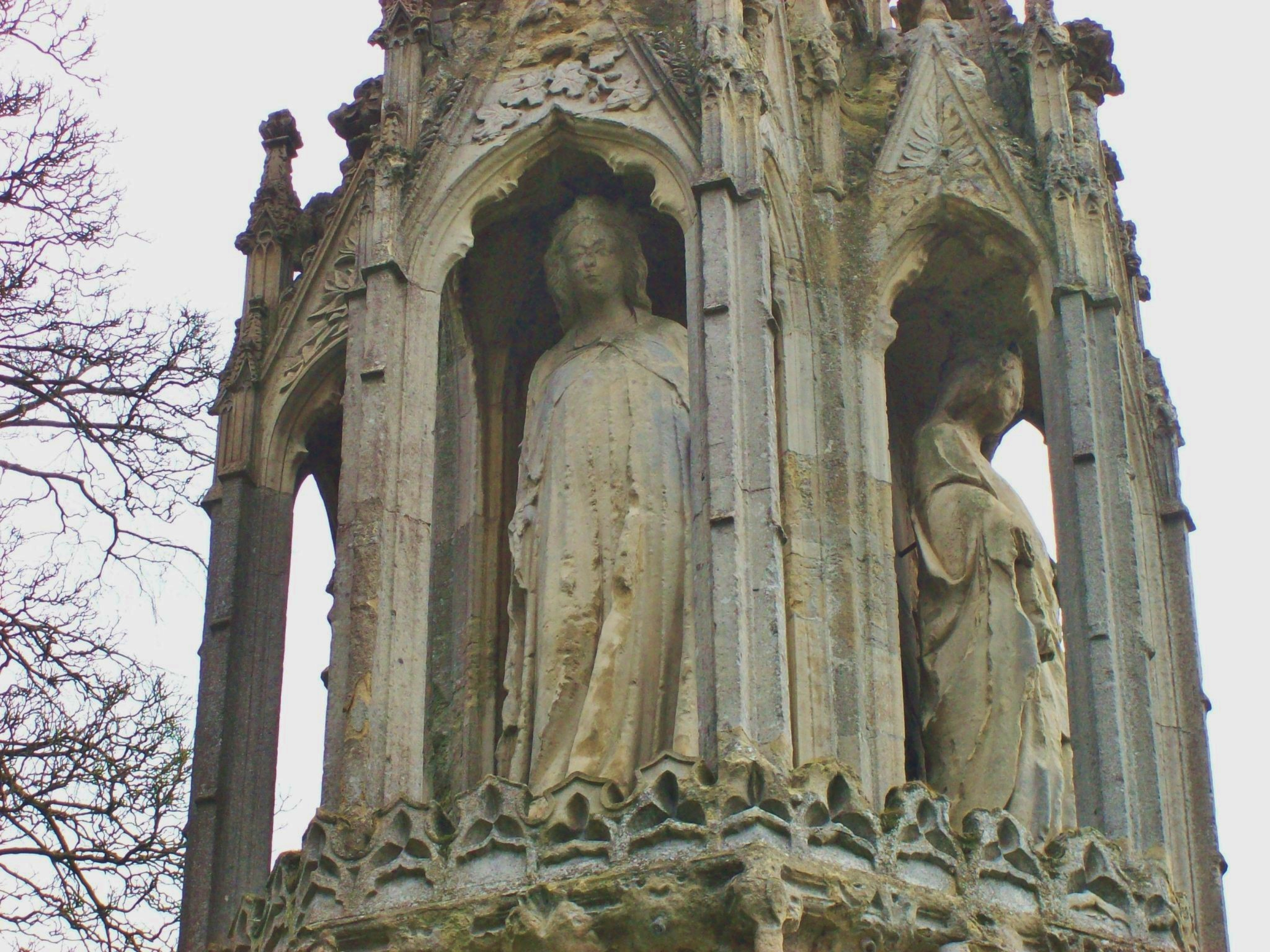
Eleanor-Cross, Hardingstone, um 1300
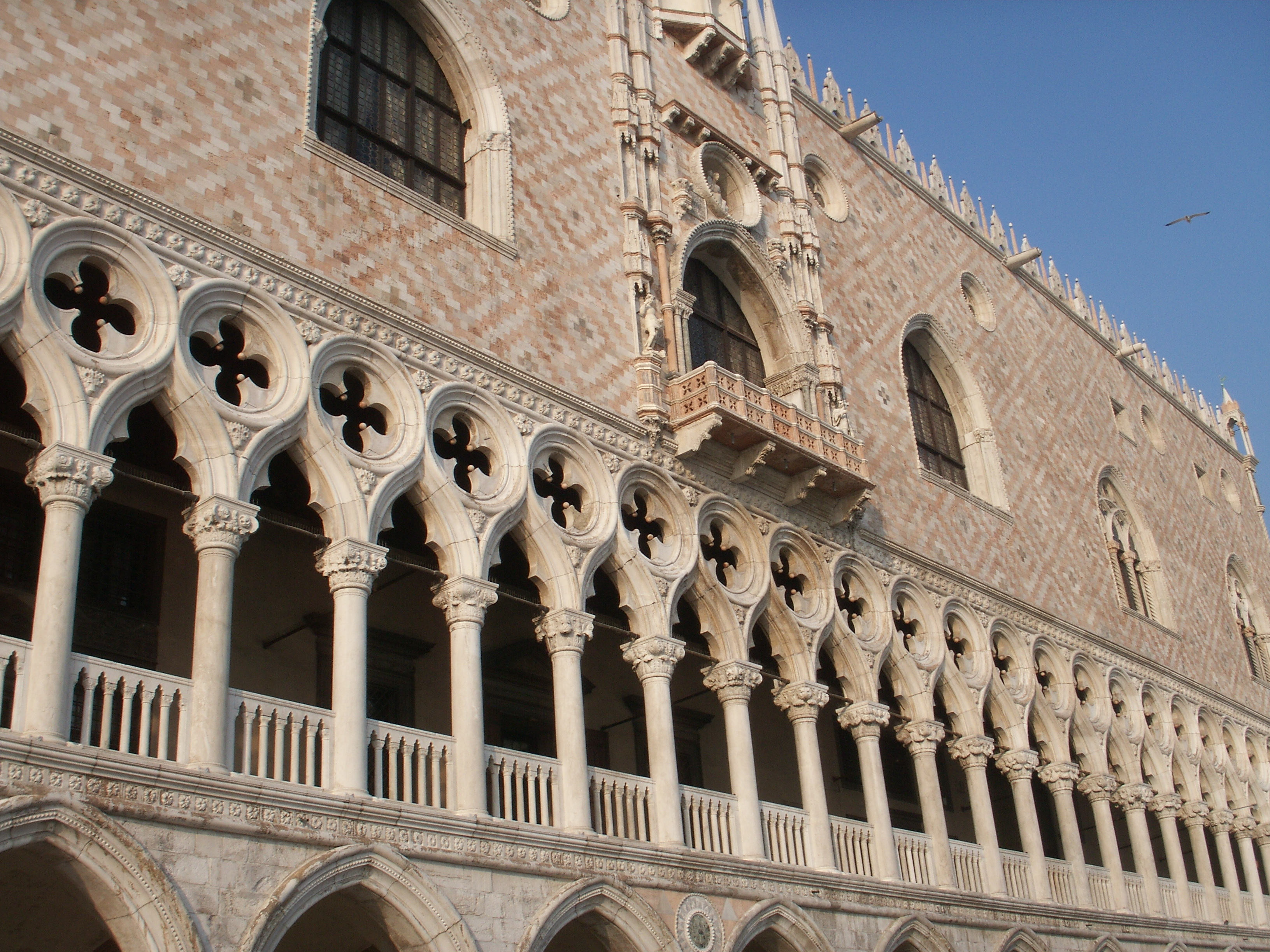
Kielbögen vor der Loggia des Dogenpalasts in Venedig, 1342–1350
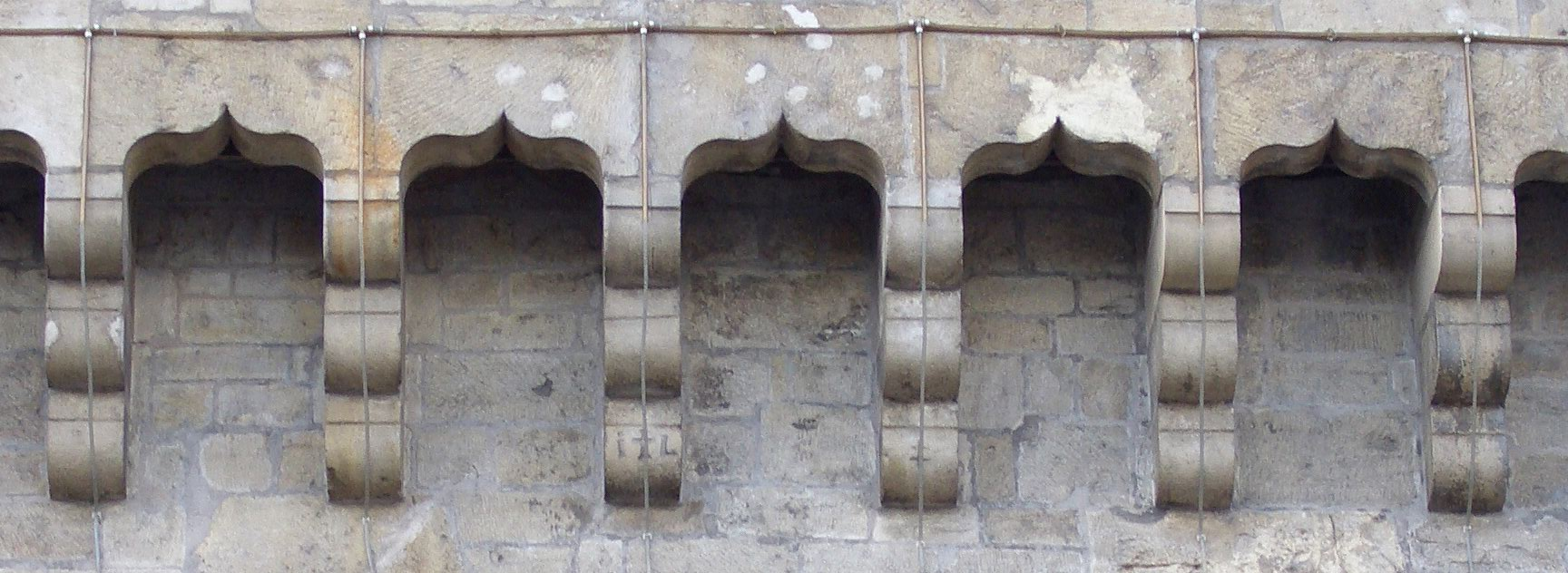
Auf Konsolen aufgesetzte Kielbögen an der Porte de la Craffe in Nancy, Frankreich
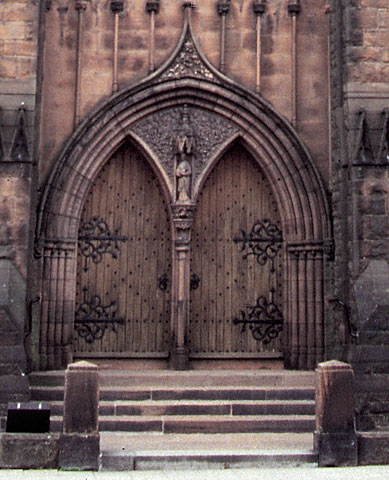
Kielbogenportal einer Kirche in Dumfries, Schottland
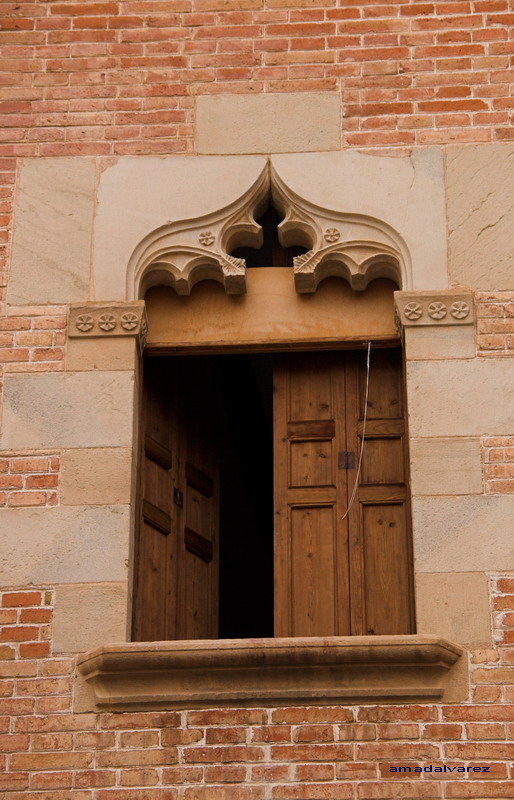
Kielbogenfenster an einem Haus in La Garriga, Spanien
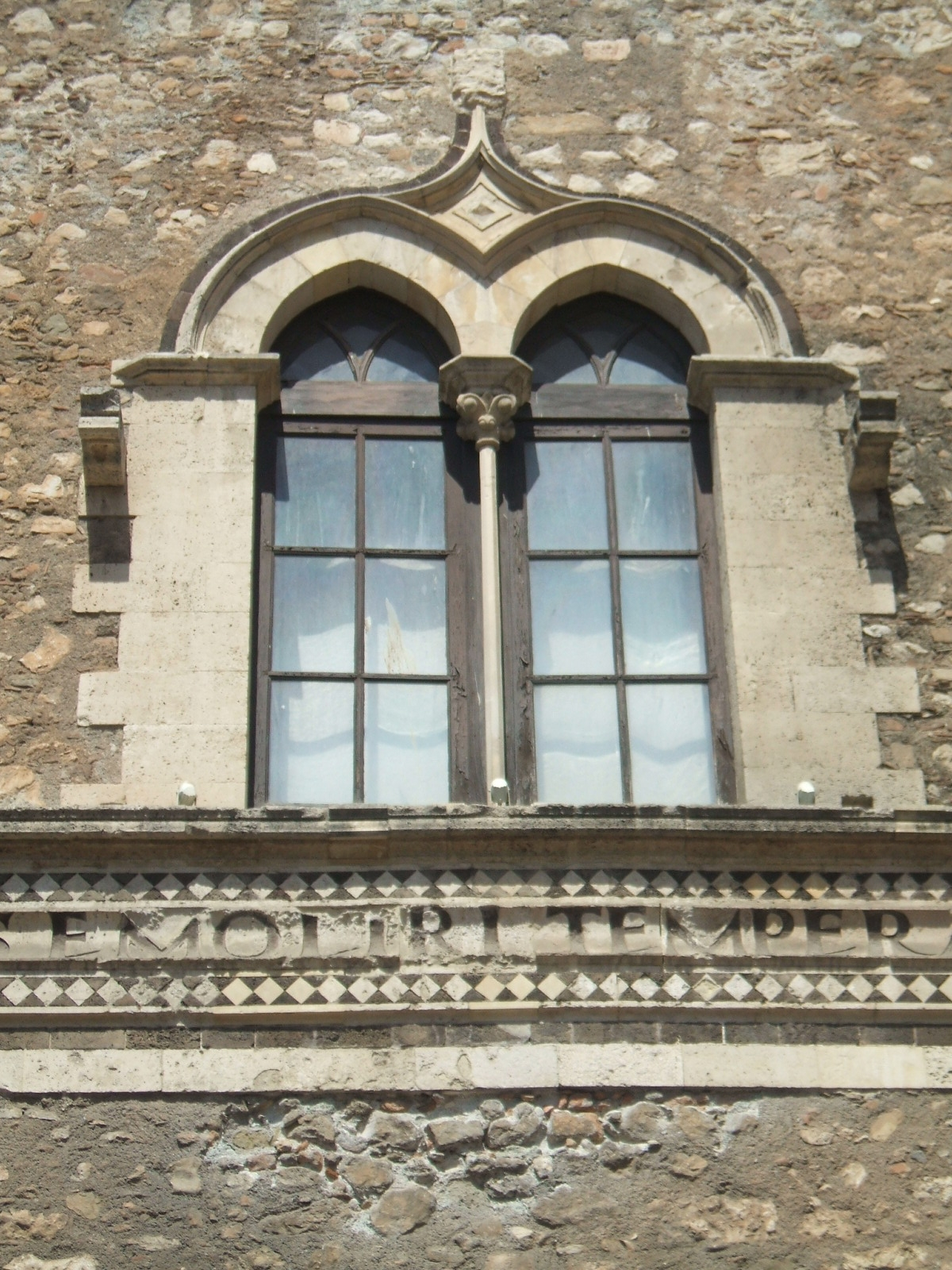
Kielbogenfenster am Palazzo Corvaja in Taormina, Italien
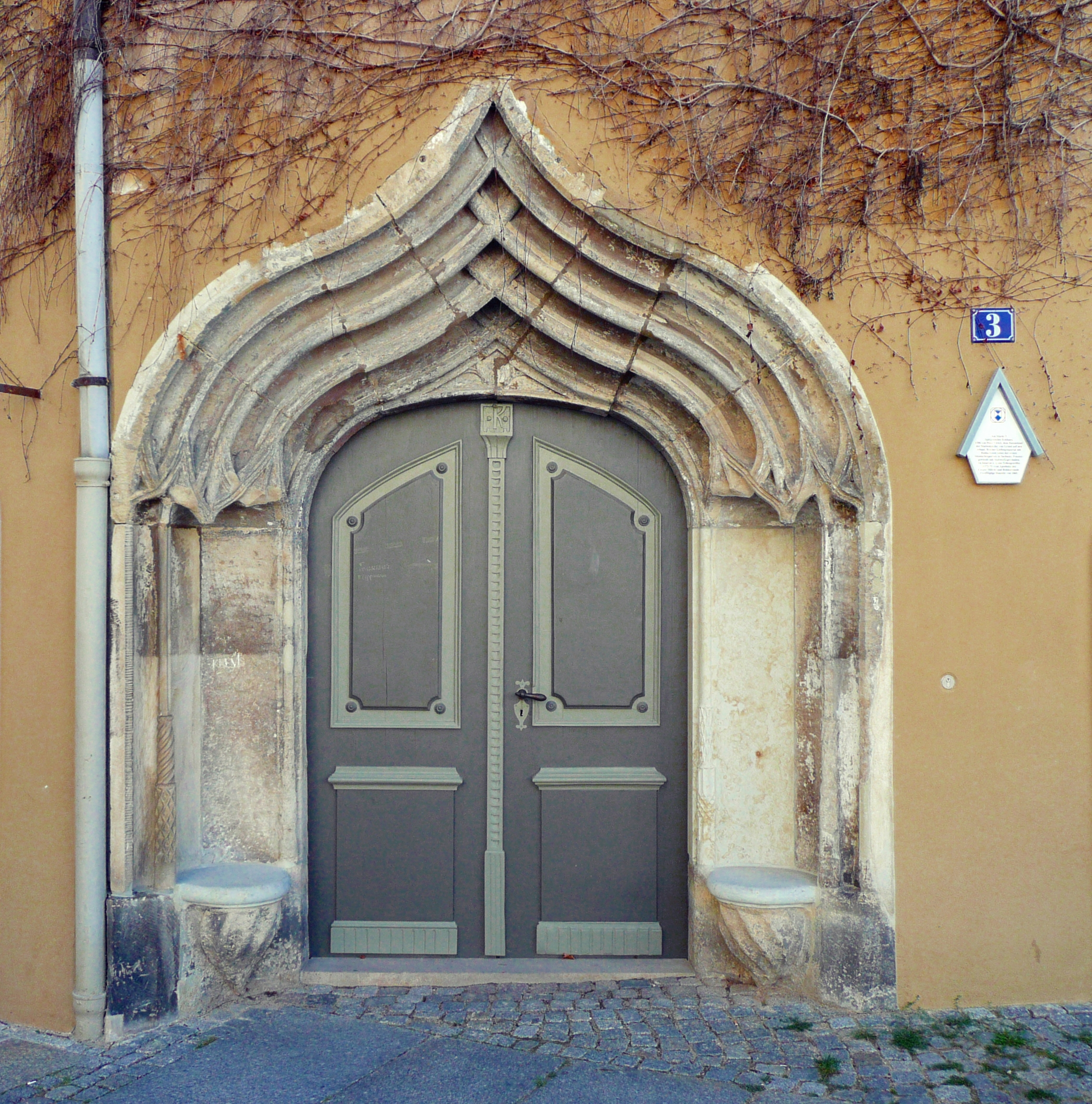
Spätgotisches Sitznischenportal mit fünffachem Kielbogen (1506) am Peter-Ulrich-Haus in Pirna